# Esoterismo di Winston Churchill

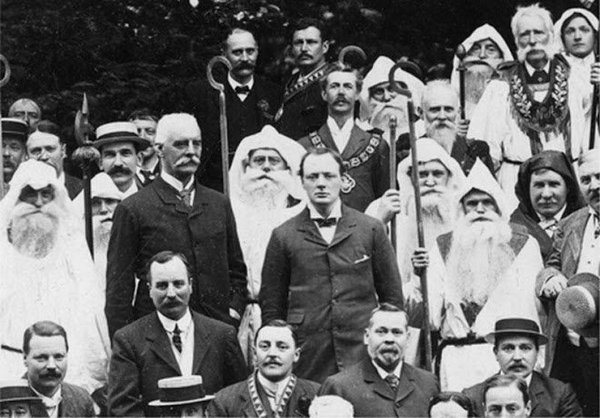
Churchill (al centro) a una cerimonia druidica nel 1902

Negli anni della sua formazione politico-culturale Churchill entrò in contatto con la cultura esoterica. Il 24 maggio 1901 venne iniziato nella massoneria, come già il padre Lord Randolph e il nonno, nella Studholme Lodge nº 1591 di rito scozzese antico ed accettato, divenne “compagno” il 19 luglio 1901 e “maestro” il 25 marzo 1902, nella Rosemary Lodge nº 2815 di Londra. Tuttavia, a parte un breve periodo di frequentazione del tempio tra il 1905 e il 1908, abbandonò la massoneria negli anni successivi. Churchill fu anche membro dell'Antico Ordine dei Druidi (Ancient Order of the Druids) nell'Albion Lodge, un ordine iniziatico celtista fondato a Londra nel 1781. 

## I circoli esoterici britannici
Lo storico e politologo Giorgio Galli ha dedicato molti studi al rapporto tra cultura politica e cultura esoterica nella storia dell'Occidente; a questo proposito riferisce di Churchill:
Nella fioritura di gruppi neopagani e nudisti (con omologhi nella contemporanea Germania), spiccano la Fratellanza Pre-raffaellita, la Conversation Society, la Midnight Society, le Anime (il sodalizio di Balfour). Spiccano, soprattutto, gli Apostoli di Cambridge, un gruppo dalla membership indefinita (come la Golden Dawn), con Toby Stephen, Lytton Strachey, Leonard Woolf (futuro marito di Virginia), costituito da studenti del Trinity College di Cambridge»
Nel contesto della sua vicinanza all'ambiente esoterico, Churchill ebbe rapporti di amicizia con il celebre scrittore irlandese Bram Stoker, membro, come Aleister Crowley, della confraternita iniziatica Golden Dawn; Churchill aveva molto apprezzato il capolavoro di Stoker, Dracula, romanzo d'impostazione esoterica.
Già il padre di Churchill, Lord Randolph, eminente massone come suo padre il duca di Marlborough, aveva avuto un rapporto di amicizia con Stoker durante i suoi anni a Dublino, e in seguito presentò il figlio Winston, all'epoca bambino, allo scrittore. "Era circa il 1887, racconta Stoker, quando Lord Randolph gli presentò il tredicenne Winston "È ancora piccolo, ma è un bravo figliolo", e Stoker aggiunse: "Si è dimostrato in effetti un bravo figliolo"". Così la rivista Finest Hour riporta la descrizione fatta da Stoker dei suoi rapporti con i Churchill. Per coincidenza, il 1887 è anche l'anno di fondazione della Golden Dawn.
Nel 1908 Churchill, appena entrato nel Gabinetto di governo, diede un'intervista a Stoker, una delle poche concesse nel corso della sua carriera. Stoker racconta:
[...]
STOKER: Qual è, secondo voi, la tendenza della politica oggi?
CHURCHILL: Tutta la politica in questo Paese, e io credo in tutto il mondo, si sta dividendo secondo linee di confine sociali ed economiche. I movimenti del passato non hanno mai operato in questo modo. La Riforma ha assicurato, direttamente e indirettamente, la libertà di coscienza. La Rivoluzione inglese e le ribellioni del XVII secolo hanno stabilito il governo parlamentare. La Rivoluzione francese ha ottenuto una grande misura di eguaglianza politica, l'idea di Nazione, cittadini non separati da pregiudizi di classe; ma ancora rimane la più grande di tutte le anomalie, l'ingiustizia sociale ed economica. Tutta la politica ora è concentrata su questo.
Forse tocca all'America mostrare la via. Vi è il nudo scontro tra capitale e lavoro. Il contributo dell'America al movimento del progresso umano porterà qualche soluzione, necessariamente complessa, dei problemi economici che si confrontano con la civiltà scientifica.»
In queste parole si intuisce la filosofia della storia di Churchill, profondamente radicata nel pensiero dei Lumi e nell'ottimismo scientifico, ma anche il prodotto della cultura esoterica presente nella sua formazione, che voleva accompagnare alla crescita della conoscenza scientifica anche una crescita etica e di consapevolezza interiore, concezione tipica degli insegnamenti massonici.

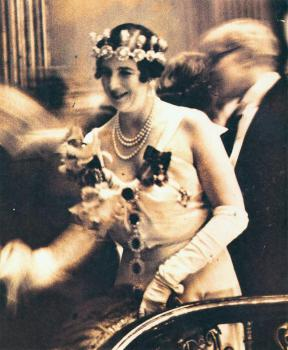
La marchesa di Londonderry a un ricevimento negli anni '30; dietro di lei il primo ministro Ramsay MacDonald

Churchill, frequentatore assiduo dei salotti fabiani, entrò tramite questi in contatto con i Woolf, Bertrand Russell (cugino di sua moglie) e il gruppo di Bloomsbury. Lo statista fu anche intimo amico di Harold Nicolson e di sua moglie Vita Sackville-West (amata da Virginia Woolf), nonché di lady Ettie Desborough, una delle animatrici del sodalizio artistico-esoterico "The Souls" ("Le anime"), del quale facevano parte, oltre a sua madre Jennie, Lord Curzon, Arthur Balfour (adepto dello spiritismo), Margot Asquith, moglie del primo ministro H.H. Asquith e il diplomatico americano Henry White. Churchill fu anche membro del dining club noto come l'"Arca", fondato dalla marchesa Edith di Londonderry, moglie di suo cugino Charlie (ministro dell'Aviazione dal 1931 al 1935), la quale aveva all'interno del gruppo il titolo di "Circe la Maga", mentre Churchill era "Winston lo Stregone"; del sodalizio facevano parte, oltre ai futuri sovrani Edoardo VIII e Giorgio VI anche i primi ministri Neville Chamberlain (Il Diavolo), Ramsay MacDonald (il Cervo) e Stanley Baldwin (l'Orso). L'orso e il cervo erano entrambi animali sacri per la religione celtica.
Un filone storiografico di destra e simpatizzante per il fascismo, rappresentato da John Charmley e Pat Buchanan, ha criticato Churchill per la sua irriducibile opposizione al nazismo, ritenendo che questa abbia portato la Gran Bretagna a perdere il suo impero mondiale, che invece un'intesa con Hitler avrebbe potuto preservare. La valutazione di Galli dell'atteggiamento di Churchill prende le mosse dalla formazione esoterica dello statista britannico:
La fine della seconda guerra mondiale comportò effettivamente la translatio imperii dalla Gran Bretagna agli Stati Uniti, che Churchill considerava, per retaggio etnico-culturale (anglo-celtico, secondo la nota espressione di Robert Conquest) la vera "nazione sorella" occidentale, diversamente dalla Germania (unna ed eurasiatica). Churchill sostenne sempre l'unità spirituale inscindibile tra la Gran Bretagna e le "nazioni sorelle al di là del mare"; tali convinzioni gli derivavano anche da una particolare concezione della Storia influenzata dalla formazione esoterica e celtista degli anni giovanili. Un esoterismo che politicamente sposava i principi liberal-democratici, a differenza dell'occultismo "germanico" da cui invece sorse il nazismo.
L'anglo-celtismo di Churchill fu l'epigono di una lunga tradizione di "esoterismo imperiale" coltivato su entrambe le sponde dell'Atlantico sin dal XVIII secolo, in particolare nei circoli libertini noti come Hellfire club, fondati da sir Francis Dashwood e frequentati anche da Benjamin Franklin. Le "sorti dell'Inghilterra gettate sulle vie dell'Impero", come scrisse Elémire Zolla, furono a lungo decise da una classe dirigente aristocratica formatasi, almeno in parte, a scuole esoteriche di stampo rosacrociano e poi illuministico, delle quali Churchill fu l'ultimo rappresentante: tali scuole ponevano come inscindibile il legame spirituale e dunque politico tra le nazioni anglo-celtiche.

L'impero anglo-celtico teorizzato da Churchill: l'Anglosfera e il Commonwealth delle nazioni

La scelta di Churchill, oltre che dovuta alle involontarie costrizioni geopolitiche, ebbe dunque una componente volontaria: egli volle cedere lo scettro imperiale a Washington piuttosto che alla Berlino di Hitler, allo scopo di preservare il primato imperiale anglo-celtico e di non cedere l'egemonia globale a un'entità come il nazismo, percepita come espressione di contro-iniziazione. L'obiettivo di Churchill, così come esplicitato al discorso programmatico di Harvard del 1943 non era infatti tanto la preservazione del primato di un Paese (il Regno Unito), ma di una civiltà: quella incarnata dall'Impero anglo-celtico (Gran Bretagna e Stati Uniti), l'unità dei popoli di lingua inglese. Questa scelta fu anche conseguenza della componente esoterica della sua formazione culturale, che, da un lato, lo fece convinto assertore della "comunità di spirito" dei popoli anglofoni sparsi nel mondo, dall'altro gli permise di intuire nel nazismo, prima di chiunque altro, una forza distruttiva da combattere a tutti i costi. Anche in questo senso, secondo Galli, si può spiegare l'espressione ermetica usata nel famoso discorso "La loro ora più bella": "Se cadiamo, allora il mondo intero, compresi gli Stati Uniti, compreso tutto ciò che abbiamo conosciuto e amato, affonderà nell'abisso di una cupa Nuova Era resa ancor più sinistra, e forse più lunga, dai lumi di una scienza perversa."
La "scienza perversa" sarebbe un riferimento alle scienze occulte praticate dai nazisti e simboleggiate dallo svastica destrogiro. Anche John Lukacs, che pure non fa propria le tesi di Galli, in riferimento alla celebre citazione afferma: «Churchill, meglio di chiunque altro, sapeva a cosa doveva tener testa».
Afferma ancora Galli:
La formazione esoterica di Churchill e la percezione della natura "metapolitica" dello scontro con Hitler avrebbero influito anche sulla scelta della simbologia durante la guerra. Secondo alcuni, il famoso gesto con le dita a "V" di vittoria, sarebbe un simbolo iniziatico. Esso starebbe a significare "2+3" (due dita alzate e tre abbassate), significante i cinque elementi che compongono il tutto. Un'altra tesi sostiene invece che il segno a "V" rappresentasse il dio-serpente egizio Apopi, nemico del dio-sole Ra e simbolo di distruzione, suggerito a Churchill dal famoso "mago" ed esoterista Aleister Crowley, per contrastare il potere dello svastica il "Sole nero" nazista.
Churchill era apprezzato nei circoli esoterici di lingua inglese, in quanto assertore del comune retaggio angloceltico, del quale intese preservare, per i motivi anzidetti, la supremazia imperiale. Suo stretto alleato in questa lotta fu un altro leader anglosassone esoterista, il premier canadese Mackenzie King (come Balfour adepto dello spiritismo), inizialmente ammiratore di Hitler, pur essendo liberale, e in seguito protagonista della coalizione antinazista. Ezra Pound riferisce che il grande poeta irlandese, nonché suo amico, William Butler Yeats (membro della Golden Dawn e che conobbe Churchill in qualità di senatore dello Stato Libero d'Irlanda, creato dallo stesso Churchill con il trattato del 1921) "fu personalmente impressionato da Churchill come commensale e lo trovò tanto più interessante di Lloyd George e degli altri politicanti britannici, e rimase perplesso, almeno per un po' di anni, dal fatto che non raggiungesse il vertice e che fosse più o meno scomparso dalla scena". Yeats definì Churchill "il più grande inglese del mio tempo".
Durante la seconda guerra mondiale, Churchill si affidò spesso all'astrologia e a due medium, Helen Duncan e Jane Dickinson. Churchill disse inoltre una volta che, ovunque si trovasse nel mondo, doveva essere sicuro che nelle vicinanze ci fosse un albero; secondo la religione druidica gli alberi sono la sede di spiriti protettori. Analogamente, nel 1940, Churchill ordinò che i corvi fuggiti dalla Torre di Londra venissero immediatamente rimpiazzati con altri provenienti dal Galles: secondo la tradizione celtica i corvi erano gli animali protettori della Britannia e, finché fossero rimasti a guardia della Torre, l'isola sarebbe stata protetta.